# Province ecclésiastique de Cap-Haïtien
 (avril 2023).
Si vous disposez d'ouvrages ou d'articles de référence ou si vous connaissez des sites web de qualité traitant du thème abordé ici, merci de compléter l'article en donnant les références utiles à sa vérifiabilité et en les liant à la section « Notes et références ».
La province ecclésiastique de Cap-Haïtien est l'une des deux provinces ecclésiastiques couvrant le territoire d'Haïti (l'autre étant la province ecclésiastique de Port-au-Prince).
Elle est composée d'un archidiocèse, celui de Cap-Haïtien et de quatre diocèses suffragants : 
- le diocèse de Fort-Liberté,
- le diocèse de Hinche,
- le diocèse des Gonaïves,
- le diocèse de Port-de-Paix.